# استر کندس
اِستر کنِدِس (زاده ۴ مارس ۱۹۷۷ میلادی) مدل و بازیگر اسپانیایی است.